# 桜本駅
桜本駅（さくらもとえき）または桜本停留所（さくらもとていりゅうじょ）は、かつて神奈川県川崎市川崎区にあった川崎市電の停留所。
元々は京急大師線の鉄道駅でもあり、同線と川崎市電の接続駅であったが、1951年に大師線の塩浜駅 - 当駅間が川崎市電に買収され、以降は川崎市電単独の停留所となった。

## 歴史
- 1945年（昭和20年）1月7日 - 東京急行電鉄（大東急）大師線・入江崎駅 - 当駅間延伸開業に伴い駅開業。
- 1945年（昭和20年）12月6日 - 川崎市電・浜町三丁目停留所 - 当停留所間延伸開業、大師線と接続。
- 1948年（昭和23年）6月1日 - 大東急解体に伴い、京浜急行電鉄の駅となる。
- 1951年（昭和26年）3月16日 - 川崎市電、京急大師線の一部区間に乗り入れ開始。
- 1952年（昭和27年）1月1日 - 川崎市電、京急大師線の当駅 - 塩浜駅間を買収、川崎市電単独の停留所となる。
- 1969年（昭和44年）4月1日 - 川崎市電廃線に伴い廃駅。

## 駅構造
両路線が開通した1945年当時、それぞれ1面1線のホームが隣り合うように設置されていた。その後、国鉄貨物線の乗り入れに伴って前後区間が三線軌条化された際は、ホームの反対側の線路が繋がった。この際に市電・京急の標準軌も繋がったが、その部分は非電化であった。
京急が桜本 - 塩浜間を市電に譲渡した後、貨物列車の昼間運行開始に伴って線路が改良され、1954年には2面2線の停留所となった。その後、1964年に池上新田 - 塩浜間が休止した際、浜町三丁目 - 池上新田間の単線化も実施し、上り線の線路敷を国鉄に譲渡した。これに伴い下り線の三線軌条は解消され、廃止まで標準軌のみの1面1線ホームとなっていた。
| ← 市電川崎 方面                                             | 桜本駅・桜本停留所 構内配線の変遷 | → 塩浜 方面 |
| 凡例 出典: 青色：川崎市電、赤色：京浜急行、灰色：国鉄貨物線 |                                   |             |

## 現状
神奈川県道6号東京大師横浜線（産業道路）および首都高速神奈川1号横羽線の脇にあたり、現在は緑地帯となっている。付近には川崎市バス桜本停留所がある。

## 駅周辺
（現在）
- 神奈川県道6号東京大師横浜線（産業道路）
- 首都高速神奈川1号横羽線
- 東海道貨物線
- 川崎朝鮮初級学校
- 昭和冷蔵川崎工場
- 池上新田公園

## 隣の駅
京浜急行電鉄
■大師線
入江崎駅 - 桜本駅
川崎市交通局（川崎市電）
桜橋停留所 - 桜本停留所 - 池上新田停留所